# Kéked
Kéked ist eine ungarische Gemeinde im Kreis Gönc im Komitat Borsod-Abaúj-Zemplén.

## Geografische Lage
Kéked liegt in Nordungarn, 64 Kilometer nordöstlich des Komitatssitzes Miskolc und 10 Kilometer nordöstlich der Kreisstadt Gönc, an dem Fluss Lapis-patak unmittelbar an der Grenze zur Slowakei. Westlich des Ortes fließt der Hernád, direkte Nachbargemeinden sind die drei bzw. vier Kilometer entfernten Orte Pányok im Süden und Abaújvár im Südwesten.

## Geschichte
Die heutige Gemeinde Kéked entstand 1943 durch den Zusammenschluss der Orte Alsókéked und Felsőkéked. 

## Sehenswürdigkeiten
- Flora-Statue, erschaffen 1898 von László Dunaiszky
- Römisch-katholische Kirche Szentháromság, erbaut 1729 (Barock)
- Schloss Melczer (Melczer-kastély)
- Skulptur Olvasó kislány, erschaffen 1955 von Sámuel Melotai Nyilas

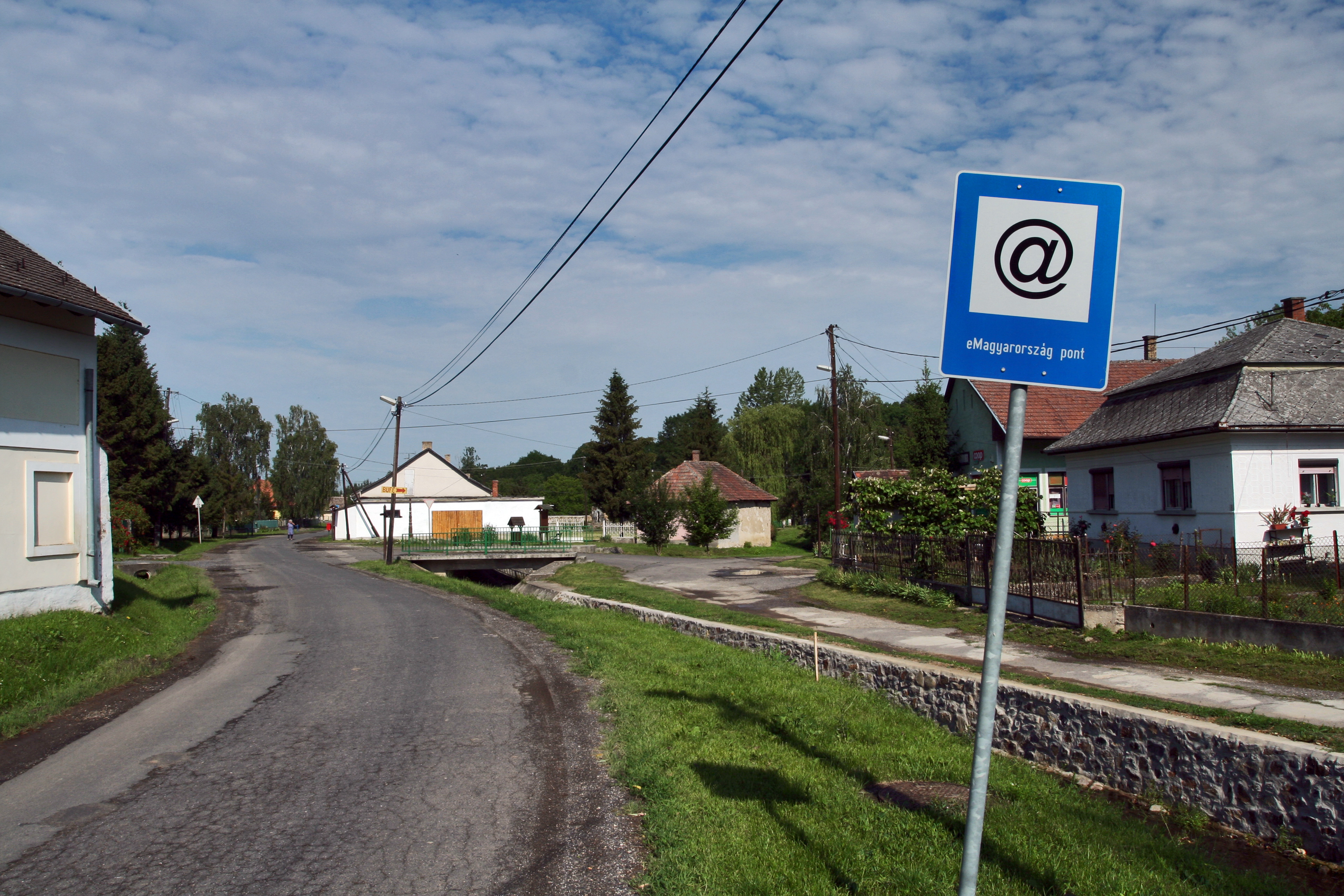
Fő utca
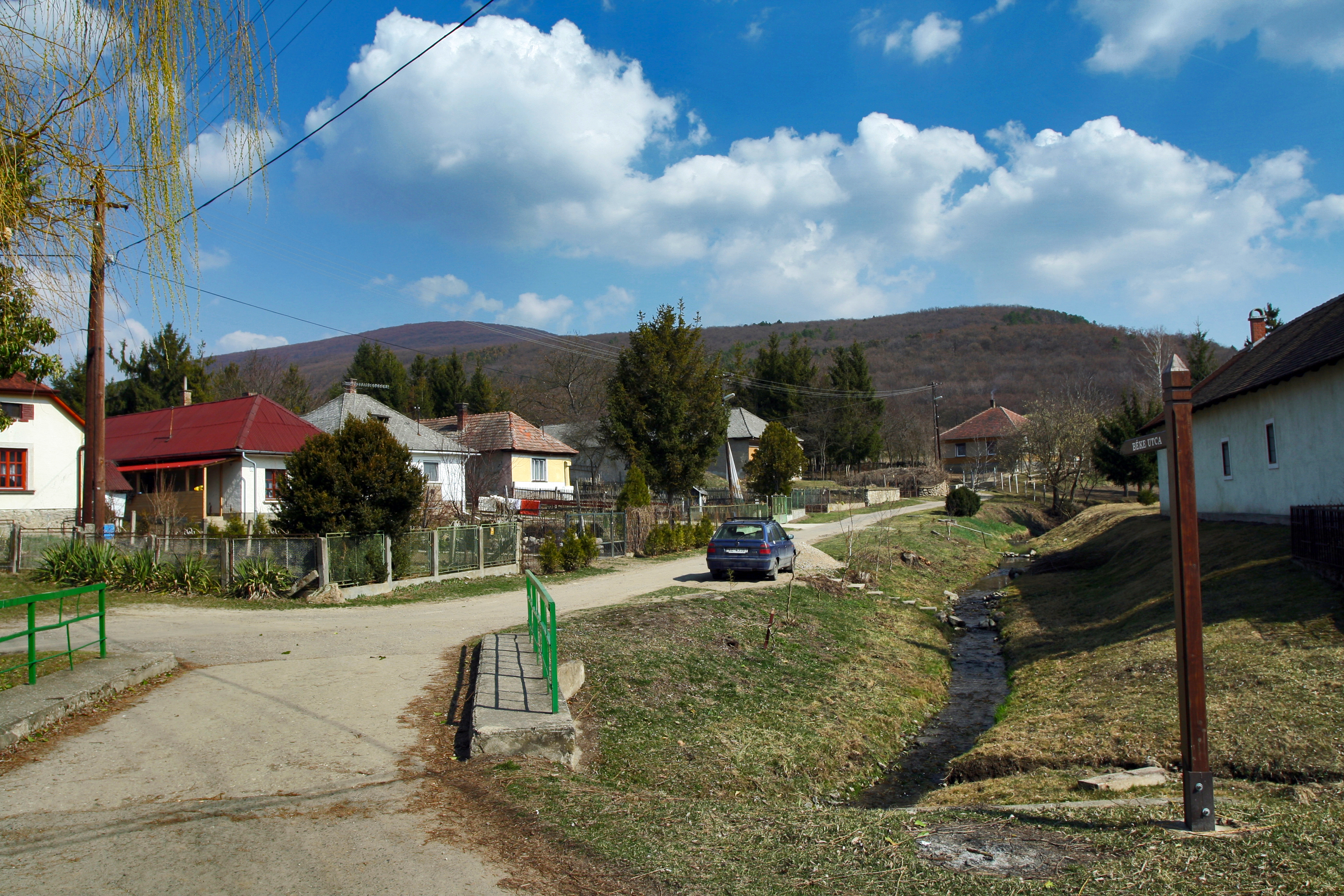
Béke utca
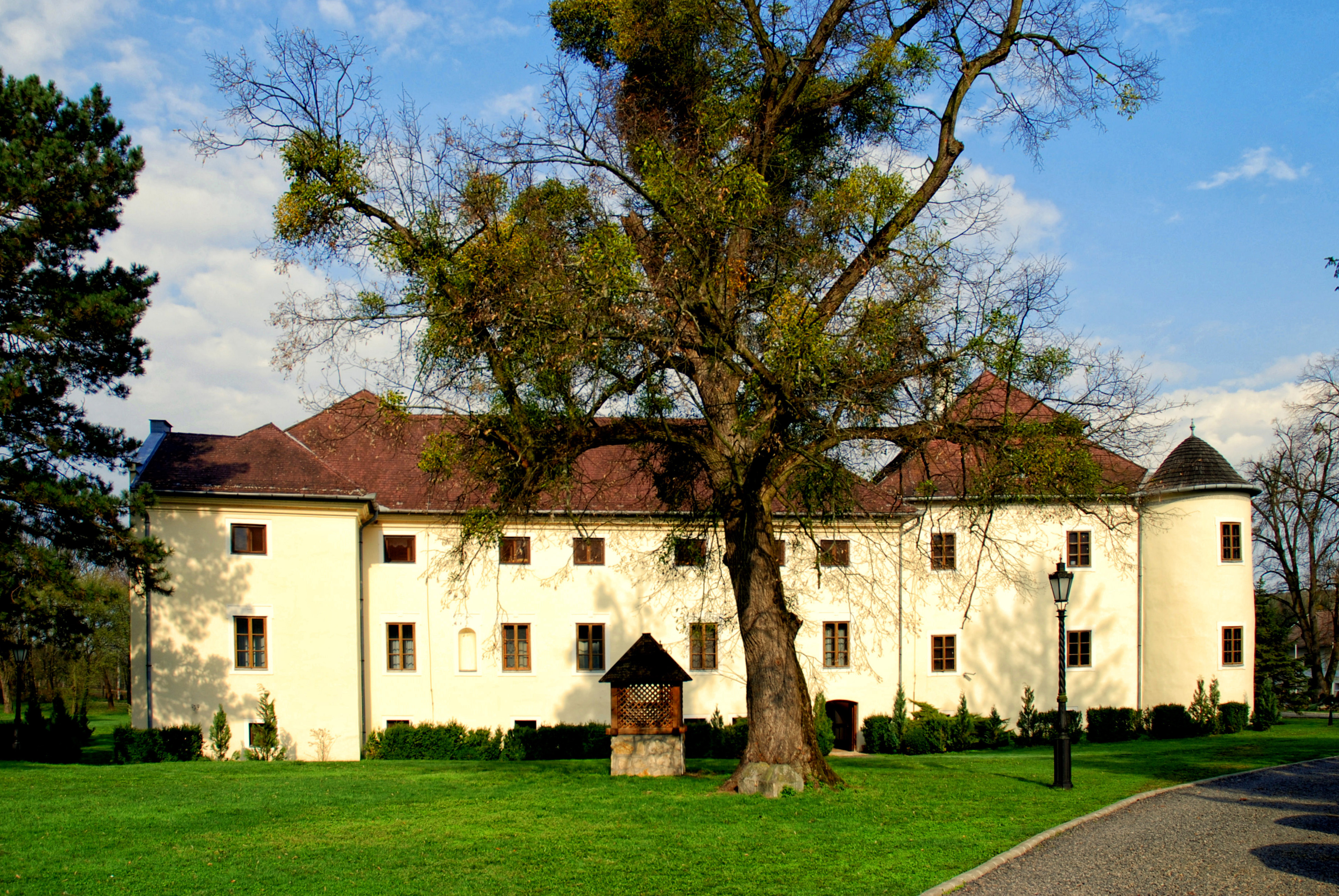
Schloss Melczer

## Verkehr
In Kéked treffen die Landstraßen Nr. 3709 und Nr. 3719 aufeinander. Die Nebenstraße Nr. 37115 führt zum nordwestlich gelegenen Grenzübergang und weiter in die slowakische Gemeinde Trstené pri Hornáde. Es bestehen Busverbindungen über Abaújvár und Zsujta nach Gönc. Der nächstgelegene Bahnhof befindet sich südwestlich in Zsujta.